# Brachymeria lasus
Brachymeria lasus är en stekelart som först beskrevs av Walker 1841.  Brachymeria lasus ingår i släktet Brachymeria och familjen bredlårsteklar. Inga underarter finns listade.